# ルィリスク
ルィリスク（ロシア語: Рыльск）は、ロシア・クルスク州の町。人口は1万5069人（2021年）。

## 地理
セイム川河岸に位置し、州都クルスクからは西に124kmの距離にある。

## ゆかりの著名人
- グリゴリー・シェリホフ

## 姉妹都市
- フルーヒウ（ウクライナ）
- シェレホフ(ru)（ロシア）
- モスクワ（ロシア）
- リラ（ブルガリア